# Sigfrid Monleón
Sigfrid Monleón (Valencia, 1964) es un guionista, director de cine y director teatral español.
Ha sido nominado al Goya en varias ocasiones, en 2002 por el guion de La isla del holandés, en 2005 por el documental de varios autores Hay motivo, en 2008 por el documental El último truco, que trataba sobre la vida y obra del genio de los efectos especiales Emilio Ruiz del Río y en 2009 por la película El cónsul de Sodoma.

## Carrera
Su primera obra fue La isla del holandés en 2001, un largometraje ambientado en la España de finales de los años 60. Fue nominado a los Premios Goya en la categoría de Mejor Guion Adaptado, también a la Biznaga de Oro del Festival de Málaga de Cine Español, y ganó el premio Turia al Mejor Debut.
Monleón realizó el cortometraje Adopción, una protesta contra la desigualdad de las parejas homosexuales. Fue nominado a los Goya en la categoría de Mejor Documental.
Tras escribir y dirigir un telefilme, Síndrome laboral en 2005, Monléon estreno La bicicleta al año siguiente, cuyo argumento trata la historia de una bicicleta que pasa de mano en mano lo que sirve para contar tres historias que corresponden a tres etapas en la vida de las personas: la preadolescencia, la juventud y la ancianidad
En la gala de los Premios Goya de 2009 Monleón también estuvo presente al ser nominado con El último truco del 2008 como Mejor Película Documental, un filme centrado en uno de los secretos mejor guardados del cine: el arte del truquista Emilio Ruiz del Río (1923-2007). Este maquetista fue uno de los expertos en efectos especiales más singulares ya que trabajó en algunas de las superproducciones más reconocidas: Espartaco, Rey de reyes, Doctor Zhivago, Dune etc.
En 2009 Monleón realizó El cónsul de Sodoma, un drama biográfico que cuenta la vida de uno de los poetas más importantes del siglo XX, Jaime Gil de Biedma, interpretado por el actor Jordi Mollà La película causó una gran polémica. Así, no gustó nada a Juan Marsé, quien calificó a Monleón como "fallero sin escrúpulos". A Luis Antonio de Villena, en cambio, sí le gustó la película.
En 2011 dirigió la obra teatral La rendición, adaptación de la novela The Surrender de la autora estadounidense Toni Bentley, que se estrenó en el Microteatro por Dinero de Madrid para luego representarse en 2013 en el Teatro María Guerrero y proseguir de gira por España, Buenos Aires, Nueva York y el Fringe de Edimburgo. El espectáculo es interpretado por Isabelle Stoffel que también firmó la adaptación teatral.
En mayo de 2014, estrenó en la Sala Tu de Madrid su montaje Un cielo, un monólogo que adaptó de varios textos de Jean Genet y en particular de su obra El milagro de la rosa (1946). La obra es interpretada por Francesco Carril. Al año siguiente, llevó a las tablas Teatro, una pieza de Mariano Peyrou incluida en su obra La tristeza de las fiestas; el montaje se estrenó en abril de 2015 en el festival Surge de Madrid.
En 2018 vuelve a colaborar con Isabel Stoffel poniendo en escena En tierra, una versión y adaptación que ella firma del monólogo Grounded de George Brant, que también representa. El montaje se estrenó en el centro Niemeyer de Avilés antes de girar por España pasando por plazas como el teatro del Barrio en Madrid o el Rialto de Valencia.

## Filmografía
| Año  | Título               | Notas                                                   | Premios                                                                                               |
| ---- | -------------------- | ------------------------------------------------------- | --- |
| 2001 | La isla del holandés | Director y guionista                                    | Nominado Mejor guion adaptado Ganó Premio Turia Biznaga de Oro del Festival de Málaga de Cine Español |
| 2004 | Karlitos             | Guionista                                               | |
| 2004 | ¡Hay motivo!         | Director del segmento "Adopción"                        | Nominado Mejor Documental                                                                             |
| 2005 | Síndrome laboral     | Director y guionista                                    | |
| 2006 | La bicicleta         | Director y guionista                                    | |
| 2007 | Ja en tenim prou     | Codirector y coguionista                                | |
| 2008 | El último truco      | Director y guionista                                    | Nominado Mejor Documental                                                                             |
| 2009 | El cónsul de Sodoma  | Director                                                | Nominado Mejor guion adaptado                                                                         |
| 2010 | Ciudadano Negrín     | Documental codirigido con Carlos Álvarez e Imanol Uribe | |
| 2016 | Cántico              | Director y guionista                                    | |